# Comerica Center

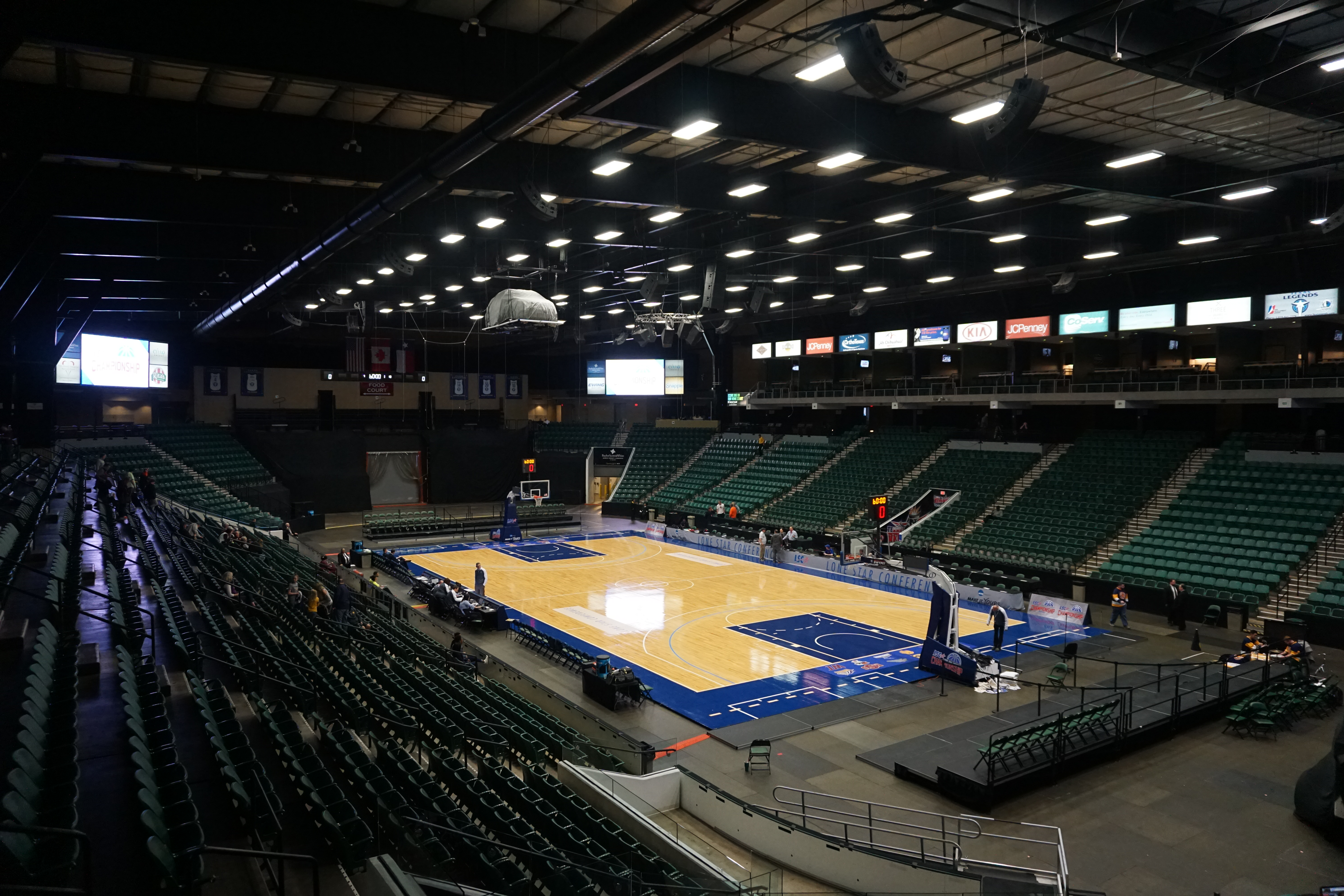
Comerica Center

Il Comerica Center (precedentemente noto come Deja Blue Arena e Dr Pepper Arena) è un'arena multifunzione situata a Frisco in Texas all'angolo tra Dallas North Tollway e Gaylord Ave. È la casa dei Texas Legends della NBA Development League, la sede degli uffici e degli allenamenti dei Dallas Stars della NHL. È stata la casa dei Texas Tornado squadra della North American Hockey League; la NAHL ha mantenuto nella struttura il suo quartier generale.
L'arena è utilizzata anche per concerti e altri eventi. La capienza è di 5.000 posti a sedere, espandibile a 7.000 e possiede un parcheggio per 2.100 automobili.
Il lato sud del parcheggio ha ospitato lo spettacolo del Cirque du Soleil Grand Chapiteau, l'arena viene utilizzata per l'organizzazione di numerosi spettacoli.
Il Dr Pepper Snapple Group ha abbinato il proprio nome all'arena sin dall'apertura, ma inizialmente l'arena era conosciuta come il Deja Blue Arena in quanto il gruppo aveva deciso di promuovere l'etichetta dedicata all'acqua in bottiglia prima di utilizzare il nome del gruppo.
La Dr Pepper Arena è stata la prima casa dei Frisco Thunder, squadra dell'Intense Football League. Una squadra della Lone Star Football League, la Frisco Falcons annunciò nella primavera del 2012 che avrebbe giocato nell'arena, ma fallì prima dell'inizio della stagione.
L'arena ha ospitato nel 2012 il torneo Robertson Cup per decidere il campione della NAHL, vinto dai Texas Tornado. La finale è stata ospitata anche una seconda volta, nel 2013 vinta dagli Amarillo Bulls.